# Silo de Pancorbo
El silo de Pancorbo es un silo de grano construido en el municipio español de Pancorbo, provincia de Burgos (Castilla y León). Se encuentra situado junto a las vías del tren y la estación de ferrocarril.

## Historia
Su construcción fue promovida por el Servicio Nacional de Productos Agrarios (SENPA), heredero del antiguo Servicio Nacional del Trigo que había operado durante el régimen franquista. Entró en servicio en 1977, teniendo una capacidad de almacenamiento de 30.000 toneladas. Tras estar años inactivo, a comienzos de la década de 2020 el silo fue adquirido por la empresa agrícola Octaviano Palomo y sometido a una importante modernización. Sus instalaciones fueron automatizadas en su totalidad y la capacidad de almacenamiento se aumentó hasta las 50.000 toneladas.

## Características
Se trata de un silo del tipo T. Las unidades de esta tipología tienen una altura máxima de 56 metros, estando constituida su estructura por un conjunto de celdas hexagonales no regulares de hormigón armado; cada celda tiene un diámetro de 6,20 metros. Presenta un alto grado de mecanización, lo que le confiere una gran funcionalidad de cara a las labores de depósito. Las instalaciones están enlazadas con la red ferroviaria a través de un ramal que parte de la estación de Pancorbo.